# Le Colocataire (Doctor Who)
Le Colocataire (The Lodger) est le onzième épisode de la cinquième saison de la deuxième série de la série télévisée britannique de science-fiction Doctor Who, diffusé pour la première fois le 12 juin 2010 sur BBC One.  Le Docteur se retrouve sans le TARDIS et doit passer pour un humain pendant une semaine afin de le récupérer. L'immeuble où il loge est le théatre de disparitions mystérieuses.

## Synopsis
Le TARDIS se pose à Colchester, où il n'était pas prévu qu'il aille, et le Docteur est expulsé à l'extérieur ; le TARDIS repart immédiatement, le séparant d'Amy. Pendant ce temps, des passants semblent être attirés dans une maison voisine par une voix qui demande de l'aide depuis l'interphone de la porte d'entrée. La porte s'ouvre et ils montent un escalier vers l'étage, entrant dans la pièce qui s'y trouve ; des éclairs de lumière sont visibles et des cris sont entendus, provenant de la pièce.
Le Docteur frappe à la porte et loue une chambre qui avait été mise en location par Craig Owens, dans la même maison. Il fait la connaissance de la meilleure amie de Craig, Sophie, une visiteuse régulière qui a même un jeu de clefs de l'appartement. Le Docteur s'intègre rapidement dans la maisonnée, cuisinant pour Craig et jouant au football avec beaucoup de succès au sein de son équipe de copains. Exaspéré par la relation platonique dans laquelle leur timidité mutuelle emprisonne le couple, le Docteur tente de rapprocher Craig et Sophie mais l'effet inverse se produit et Sophie parle de quitter le pays et de partir à l'aventure.
Lorsque Craig tombe malade après avoir touché une tache mystérieuse apparue au plafond de son salon, le Docteur lui sauve la vie et le remplace avec succès à son travail.
Le Docteur est pleinement conscient que l'appartement à l'étage pourrait ne pas être du tout ce qu'il paraît être, et a installé un dispositif de son cru dans sa chambre ; il est en contact avec Amy grâce à une oreillette. Ses expériences sur Terre sont ponctuées par des événements de boucle temporelle de plus en plus fréquents, au cours desquels sa propre temporalité est distincte de ceux autour de lui, qui sont à leur insu engagés dans des séquences répétitives, qui affectent également Amy dans le TARDIS.
Craig, cependant, est devenu jaloux de la popularité croissante du Docteur, d'autant plus que Sophie en particulier a exprimé de l'enthousiasme pour lui, et dit donc au Docteur de quitter la maison, lui rendant brutalement sa caution. Le Docteur refuse. Pendant ce temps, Sophie arrive à la maison et entre, laissant un de ses jeux de clefs sur la porte — elle est attirée par la voix de l'appartement de l'étage, et monte les escaliers. Pressé par le temps, le Docteur administre à Craig deux coups de boule « psychiques » qui lui communiquent instantanément toute l'histoire du Docteur et les raisons de sa présence. Les deux hommes se précipitent à l'étage pour venir au secours de Sophie. À bord du TARDIS, Amy se rend compte grâce aux plans de la maison que le bâtiment n'a pas d'étage.
Le Docteur et Craig entrent dans la pièce à l'étage pour essayer de sauver Sophie et découvrent que la pièce est un vaisseau spatial, ressemblant à un TARDIS et camouflé par un filtre de perception, échoué sur Terre. Son pilote est une intelligence artificielle holographique d'urgence qui apparaît sous la forme des différentes victimes qu'il a attirées.
Le Docteur empêche Sophie d'activer la console du vaisseau (qui ressemble à la structure centrale du TARDIS), mais l'hologramme d'urgence l'informe que le vaisseau s'est écrasé et que l'équipage a été tué ; il s'est reconstruit lui-même et a tenté de s'envoler en attirant des humains pour jouer le rôle de pilotes, mais les esprits humains étaient insuffisants et ont été consumés, ne laissant que des dépouilles. Reconnaissant dans le Docteur un pilote adéquat, le vaisseau essaie de l'attirer. Sachant qu'il ne peut piloter le vaisseau de façon sûre, le Docteur comprend que le vaisseau n'a attiré que des gens qui voulaient s'échapper ou partir quelque part, et c'est pourquoi il n'avait pas tenté d'attirer Sophie auparavant, ni Craig. Après avoir admis leur amour mutuel, Craig et Sophie touchent l'activateur du panneau de contrôle, ce qui a pour conséquence que les moteurs du vaisseau se coupent et le vaisseau s'apprête à imploser. Le Docteur, Sophie et Craig s'échappent à temps pour voir l'étage de la maison, et le vaisseau spatial qu'il contenait, disparaître.
Plus tard, le Docteur fait ses adieux au nouveau couple, qui lui donne son jeu de clefs en guise de cadeau d'adieu. De retour dans le TARDIS le Docteur recule dans le temps d'une semaine et demande à Amy de laisser la note dans le journal de petites annonces qui l'a guidé vers l'appartement de Craig au commencement de l'histoire. Cependant, fouillant dans les poches de la veste en tweed du Docteur à la recherche d'un stylo, Amy découvre la bague que Rory lui avait donnée avant qu'il ne soit effacé du temps ; sa présence paraît la troubler. L'épisode se conclut par un plan sur une fissure dans l'appartement - la même fissure apparue dans les épisodes précédents.

### Continuité
- On trouve sur le réfrigérateur de Craig une brochure pour une exposition sur Vincent van Gogh, sur laquelle est représenté l'autoportrait que ce dernier avait cherché à donner au Docteur dans l'épisode précédent Vincent et le Docteur. À côté se trouve un aimant sur lequel est figuré un oiseau qui rappelle le Krafayis[2].
- Dans les dernières minutes de l'épisode, on peut apercevoir la fissure présente toute cette saison apparaitre derrière le réfrigérateur de Craig.
- Le Docteur chante sous la douche La donna è mobile comme sa troisième incarnation dans Spearhead from Space.
- Le Docteur assemble à nouveau un appareil de mesure rudimentaire à partir d'objets hétéroclites comme dans The Time Monster
- Quand le Docteur part faire du football , il porte le maillot numéro 11 , en référence à la onzieme incarnation du Seigneur Du Temps.
- Avant de toucher l'activateur du panneau de contrôle du vaisseau, Craig hurle "Géronimo". Subtil clin d'oeil au cri de guerre du onzième docteur

## Personnages secondaires
- James Corden : Craig Owens
- Daisy Haggard : Sophie
- Owen Donovan : Steven
- Babatunde Aleshe : Stean

## Production

### Écriture
Une courte bande dessinée scénarisée par Gareth Roberts et parue dans le numéro 368 de Doctor Who Magazine est à la base du Colocataire. Elle racontait comment le Dixième Docteur passait quelques jours en colocation avec Mickey Smith en attendant que Rose vienne le chercher avec le TARDIS. C'est une idée de Roberts, qui depuis qu'il est petit se demande ce qui arriverait si le Docteur était obligé de vivre la vie de tous les jours. La popularité de ce comic-book a poussé Moffat à en faire un épisode, même si Roberts juge qu'il s'agit plus d'une réécriture de son histoire que d'une adaptation : seules quelques idées reviennent, comme celle du match de foot, ou bien le Docteur se trompant entre son tournevis sonique et une brosse à dents électrique.

### Tournage
L'épisode a été filmé à Cardiff en mars 2010. Le match de foot se déroule au Victoria Park de Cardiff, lieu qui avait aussi été utilisé dans l'épisode Bibliothèque des ombres. Cet épisode est l'occasion de faire appel aux performances sportives de Matt Smith qui fut joueur poussin au Nottingham Forest Football Club et au Leicester City Football Club avant qu'une blessure au dos le force à arrêter,,.

## Liens
- The Lodger “Football ? Is that the one with the sticks ?” critique de l'épisode sur Le Village
- (en) The Lodger sur l’Internet Movie Database